# Китятки

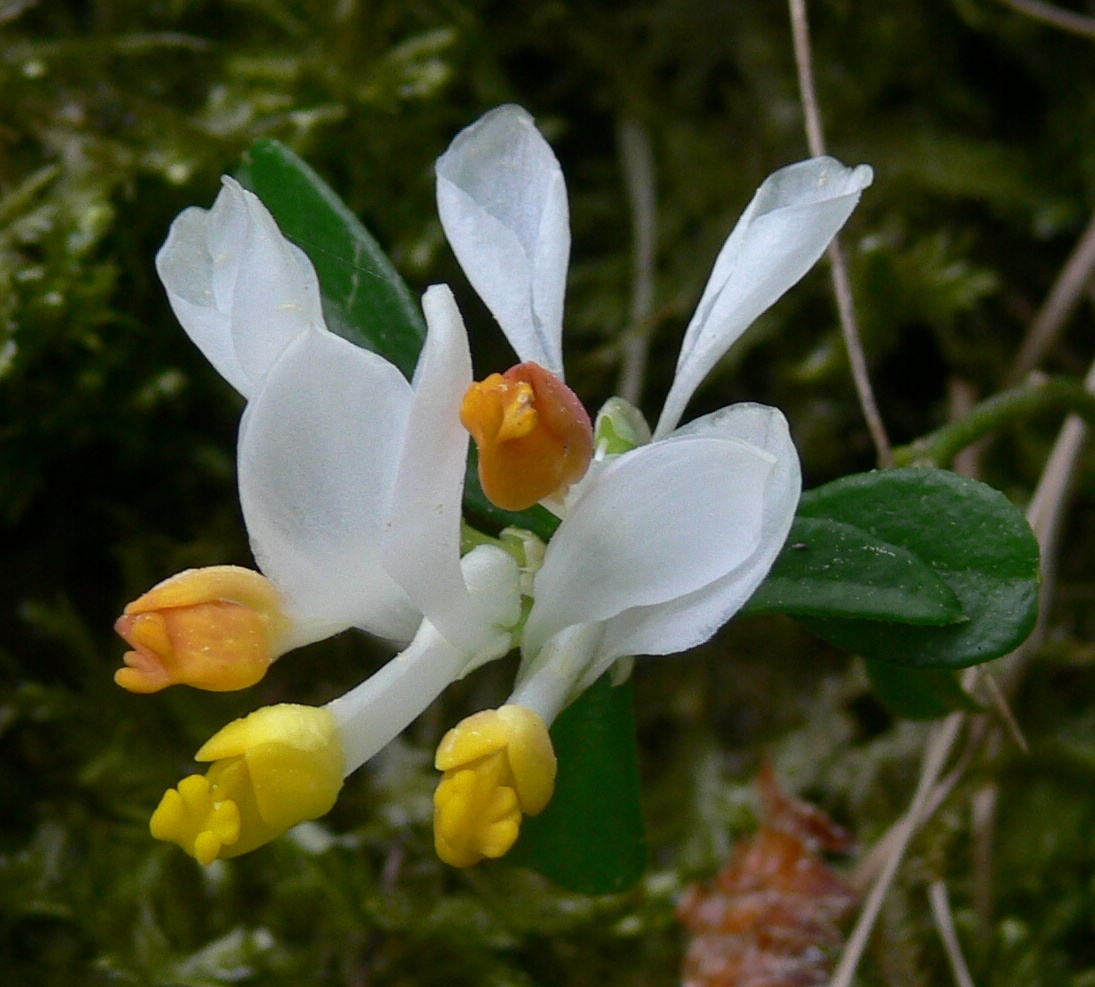
Polygala chamaebuxus

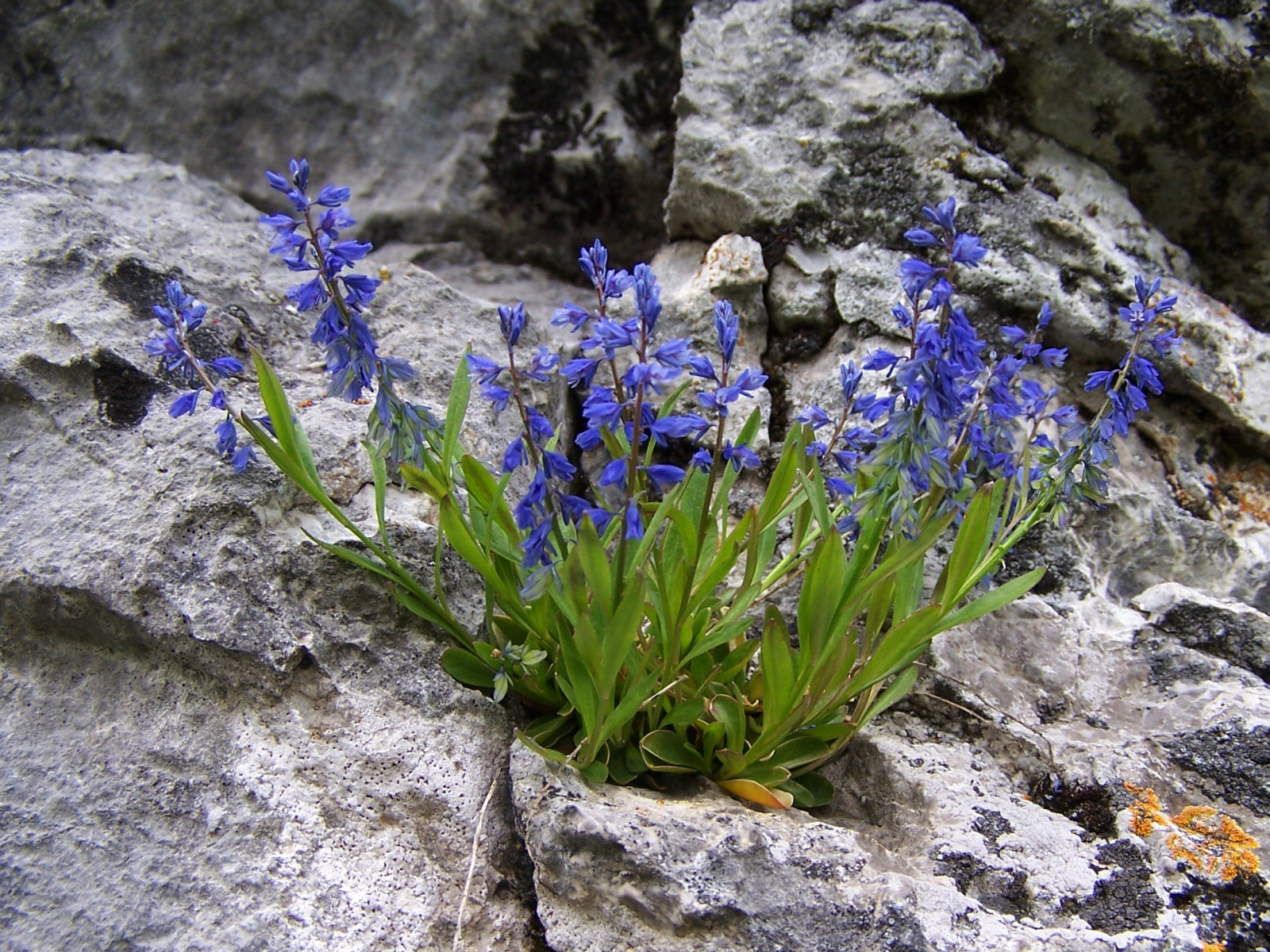
Polygala amara

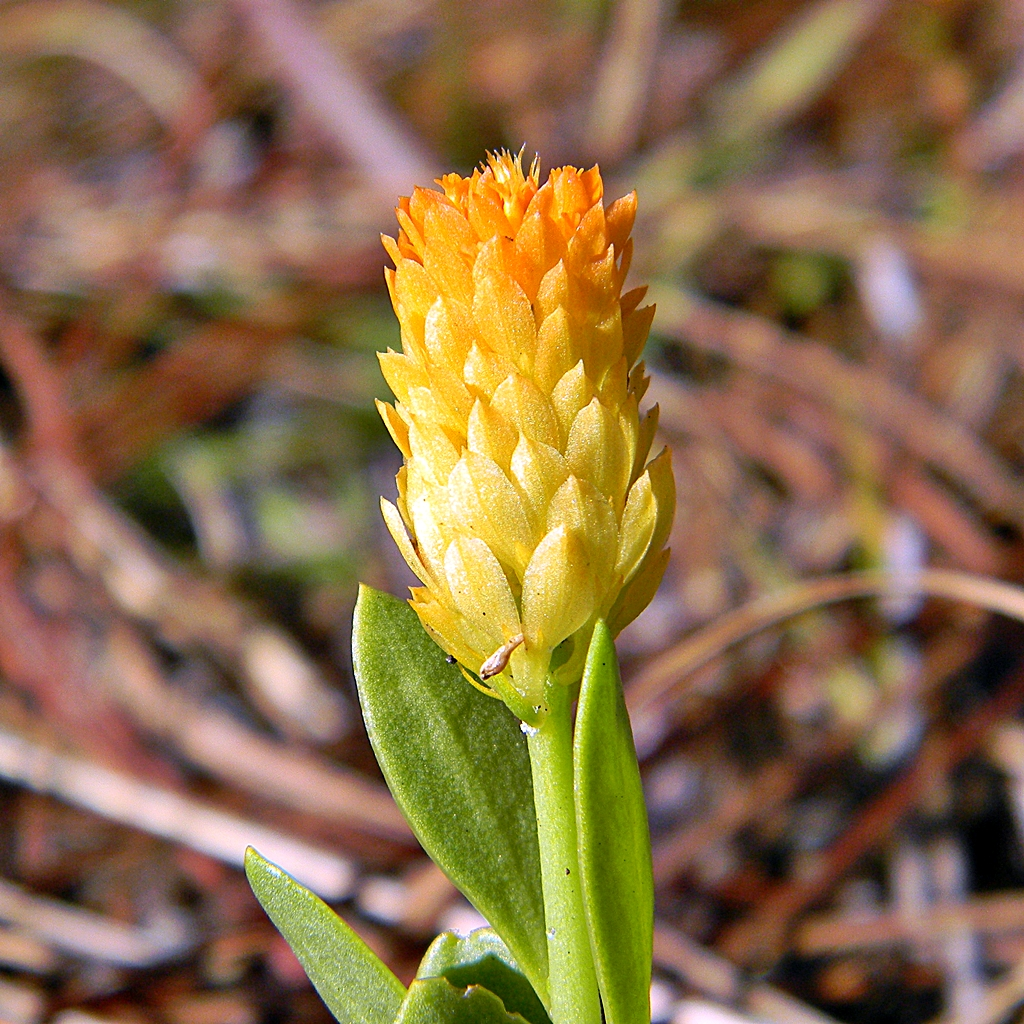
Polygala lutea

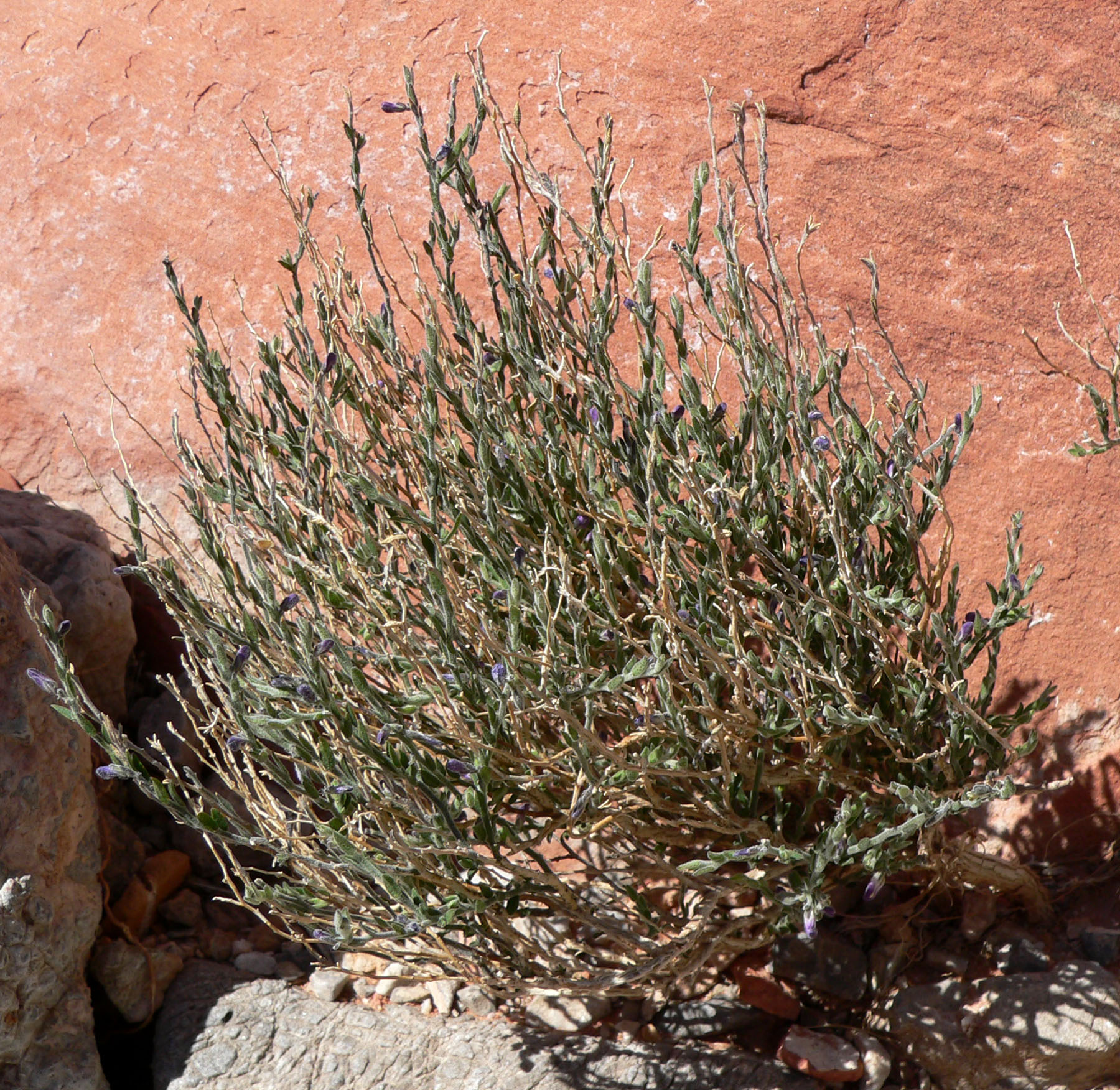
Polygala macradenia var. macradenia

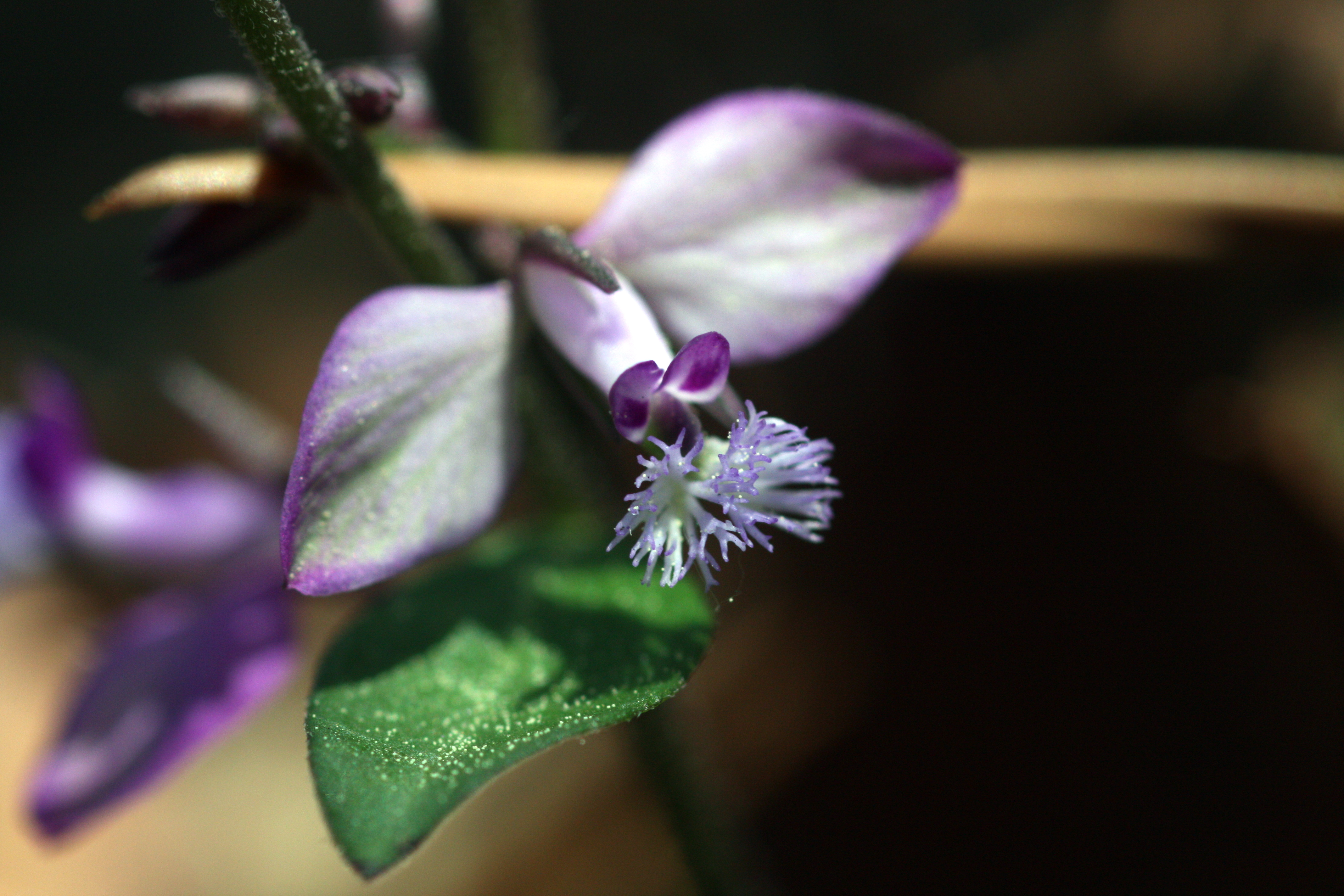
Polygala japonica

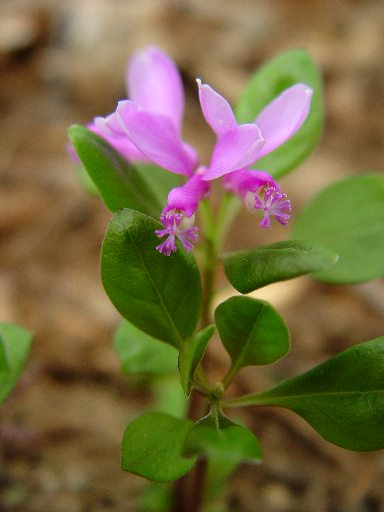
Polygala paucifolia

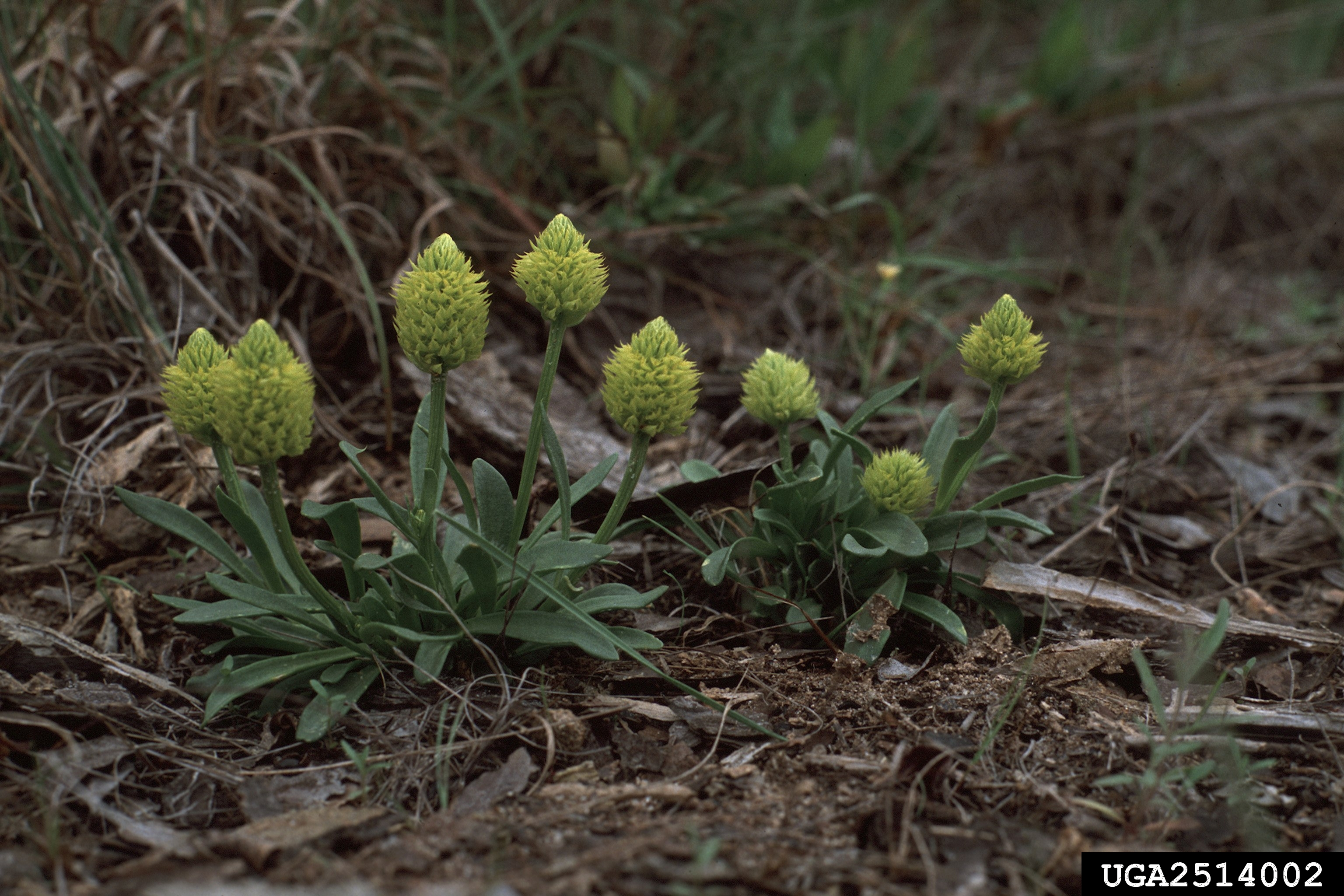
Polygala nana

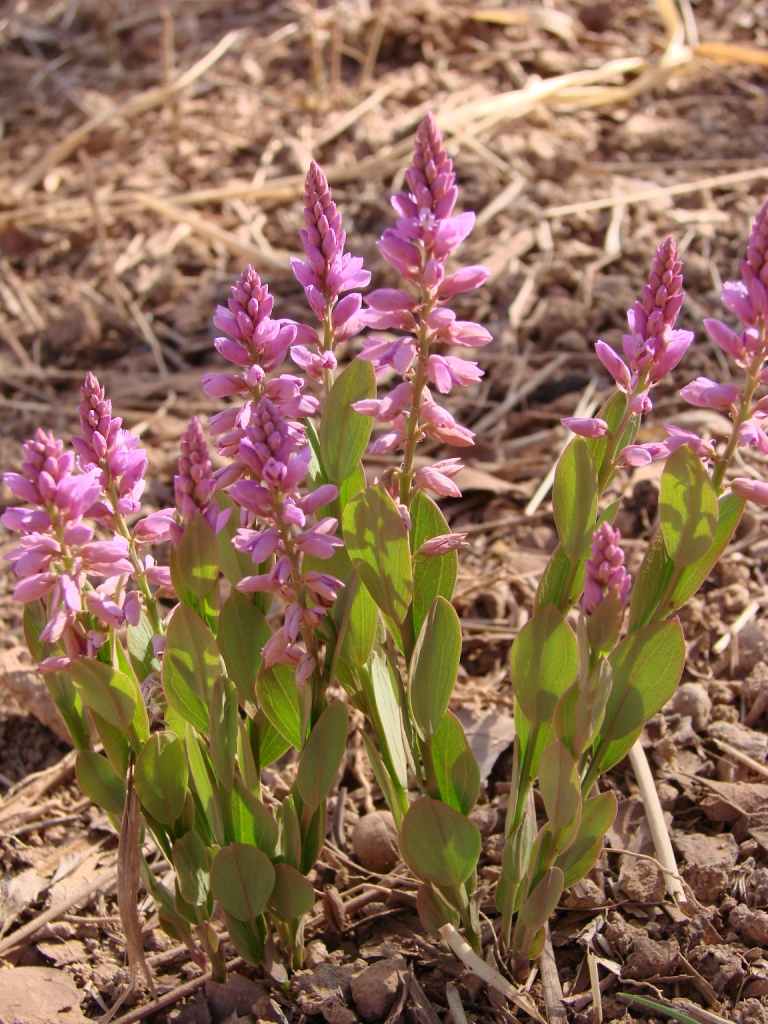
Polygala poaya

Китятки (лат. Polýgala) — рід багаторічних трав, напівчагарників або чагарників родини китяткові.
Назва роду Polygala походить від давньогрецького грец. πολύς + γάλα - "багато молока", вважалося, що рослина здатна збільшити надої молока у великої рогатої худоби.
Китятки ростуть майже у всіх помірних та теплих кліматичних зонах.

## Ботанічний опис
Чашечка п'ятилистна, після відцвітання залишається при плоді. Два внутрішніх чашолистки (крильця) крупніші від інших та яскраво забарвлені. Пелюсток від трьох до п'яти, зрощених різною мірою. 
Коробочка (плід) стиснута з боків, оберненосерцеподібна. Насіння із зубчастим присім'янником, верхівка його вигнута, розширена, звичайно розділена на дві нерівні лопаті; зав'язь верхня, двогніздна, у кожному гнізді розвивається по одній насінині.

## Види
Рід китятки включає види:
- Polygala acanthoclada
- Polygala africana
- Polygala alba
- Polygala alpestris - Китятки альпійські
- Polygala amara
- Polygala amarella - Китятки гіркуваті
- Polygala ambigua
- Polygala apopetala
- Polygala arillata
- Polygala arvensis
- Polygala asbestina
- Polygala balduinii
- Polygala barbeyana
- Polygala bifoliata
- Polygala boykinii
- Polygala brevifolia
- Polygala butyracea
- Polygala calcarea
- Polygala californica
- Polygala canaliculata
- Polygala chamaebuxus
- Polygala chapmanii
- Polygala chinensis
- Polygala comosa  - Китятки чубаті
- Polygala cornuta
- Polygala cowellii
- Polygala crassitesta
- Polygala crenata
- Polygala crotalarioides
- Polygala crucianelloides
- Polygala cruciata
- Polygala curtissii
- Polygala cymosa
- Polygala dasyphylla
- Polygala eriocephala
- Polygala erubescens
- Polygala exsquarrosa
- Polygala floribunda
- Polygala fruticosa
- Polygala gerrardii
- Polygala glandulosa
- Polygala glochidiata
- Polygala grandiflora
- Polygala hecatantha
- Polygala hemipterocarpa
- Polygala heterorhyncha
- Polygala hookeri
- Polygala hottentotta
- Polygala incarnata
- Polygala intermontana
- Polygala japonica
- Polygala karensium
- Polygala klotzschii
- Polygala langebergensis
- Polygala lasiosepala
- Polygala leptocaulis
- Polygala leptostachys
- Polygala lewtonii
- Polygala linariifolia
- Polygala lindheimeri
- Polygala longicaulis
- Polygala longifolia
- Polygala lutea
- Polygala macowaniana
- Polygala macradenia
- Polygala major  - Китятки великі
- Polygala maravillasensis
- Polygala mariana
- Polygala microphylla
- Polygala monspeliaca
- Polygala mossii
- Polygala myrtifolia
- Polygala nana
- Polygala nicaeensis
- Polygala nitida
- Polygala nudata
- Polygala nuttallii
- Polygala obscura
- Polygala ohlendorfiana
- Polygala ovatifolia
- Polygala palmeri
- Polygala paniculata
- Polygala paucifolia
- Polygala penaea
- Polygala persicariifolia
- Polygala piliophora
- Polygala planellasii
- Polygala podolica  - Китятки подільські
- Polygala polifolia
- Polygala polygama
- Polygala pottebergensis
- Polygala pungens
- Polygala ramosa
- Polygala rectipilis
- Polygala rehmannii
- Polygala rimulicola
- Polygala rugelii
- Polygala rupestris
- Polygala rusbyi
- Polygala sanguinea
- Polygala scabra
- Polygala scoparioides
- Polygala sekhukhuniensis
- Polygala senega
- Polygala serpentaria
- Polygala serpyllifolia
- Polygala setacea
- Polygala sibirica - Китятки сибірські
- Polygala smallii
- Polygala subspinosa
- Polygala succulenta
- Polygala tatarinowii
- Polygala tenuifolia
- Polygala tepperi
- Polygala teretifolia
- Polygala triflora
- Polygala umbellata
- Polygala vayredae
- Polygala venenosa
- Polygala verticillata
- Polygala violacea
- Polygala virgata
- Polygala vulgaris типовий - Китятки звичайні
- Polygala watsonii
- Polygala wattersii